# Billy Ray Cyrus
Pour les articles homonymes, voir Cyrus.
Billy Ray Cyrus, de son vrai nom William Ray Cyrus, est un acteur, compositeur et chanteur de musique country, américain né le 25 août 1961 à Flatwoods, dans le  Kentucky aux États-Unis, notamment connu pour son rôle de père de Miley Stewart (joué par sa propre fille, Miley Cyrus, dans la série télévisée Hannah Montana) et en tant que musicien, pour son single Achy Breaky Heart (1992), issu de l'album Some Gave All qui fut un grand succès (plus de 20 millions d'exemplaires vendus).
En 2019, il participe aux côtés de Lil Nas X au titre Old Town Road qui est un succès mondial.

## Biographie
Fils de l'homme politique Ron Cyrus, Billy Ray Cyrus fut d'abord tenté par une carrière de joueur de baseball. Au collège, il quitta l'école pour entrer dans un groupe nommé Sly Dog avec son frère. Après avoir déménagé seul à Los Angeles, Billy Ray Cyrus signa un contrat avec Mercury Records en 1990. Deux ans plus tard, il faisait un succès avec le célèbre Achy Breaky Heart de son album Some Gave All et devenu une célèbre danse en ligne. Il continua ensuite avec l'album It Won't Be the Last qui se vendit moins bien. Puis, il en fit quatre autres de 1994 à 2000 en plus d'un (The Other Side) en 2003. En 1996, le titre Trail of Tears, dans lequel il raconte une partie du génocide indien, lui valut le boycott de certaines stations de radio.
En 2001, il commence une carrière d'acteur avec la série télévisée Doc dont il est la vedette principale. En 2005, il joue un dénommé Frank Butler dans la série Annie du Far West sur Annie Oakley. Entre 2006 et 2011, il joue le rôle de Robby Ray Stewart, père de Miley Stewart (interprétée par sa propre fille Miley Cyrus) dans la série télévisée Hannah Montana.
Il fait notamment une apparition dans le clip Seventeen Forever du groupe Metro Station (dont son fils adoptif Trace fait partie) avec Miley Cyrus et Mitchel Musso.
À partir du 19 mars 2007 il participe en étant candidat de la quatrième saison de Dancing with the Stars. Il est éliminé avec sa partenaire de danse, Karina Smirnoff, le 8 mai 2007. Il avait notamment comme concurrent l'acteur Ian Ziering, qui joua de 1990 à 2000 dans la série Beverly Hills 90210. Cyrus quant à lui sera invité dans le spin-off (90210 Beverly Hills: Nouvelle Génération), entre 2011 et 2012.
En 2019, il collabore avec Lil Nas X dans le tube Old Town Road.

### Famille
De 1986 à 1991, Billy Ray Cyrus a été marié à Cindy Smith avec qui il a co-écrit les chansons Wher'm I Gonna Live? et Some Gave All qui figurent sur son premier album.
Dans l'été 1991, il a une brève liaison avec une dénommée Kristin Luckey. De cette union naît leur fils, prénommé Christopher Cody Cyrus, le 8 avril 1992.
Durant l'été 1991, il rencontre Leticia "Tish" Finley avec qui il se met rapidement en couple. Ils se marient en secret le 28 décembre 1993 et ont trois enfants ensemble: Miley Cyrus (née le 23 novembre 1992), Braison Chance (né le 9 mai 1994) et Noah Lindsey (née le 8 janvier 2000). Billy a également adopté les deux enfants de Leticia : Brandi (née le 26 mai 1987) et Trace Dempsey (né le 24 février 1989), tous deux issus du premier mariage de Leticia avec le musicien Baxter Neal Helson.
Le 26 octobre 2010, Billy demande le divorce, citant des "désaccords insurmontables", mais la demande est annulée en mars 2011.
Le 13 juin 2013, Leticia demande à son tour le divorce, avant de finalement tout annuler le mois suivant, indiquant que le couple suit désormais une thérapie de couples.
Le 6 avril 2022, Leticia demande le divorce pour la deuxième fois, déclarant qu'elle est séparée de Billy Ray Cyrus depuis 2020.
Le 16 novembre 2022, Billy Ray Cyrus confirme ses fiançailles avec la musicienne australienne Johanna Rosie Hodges alias Firerose, avec qui il se marie le 10 octobre 2023.
Le 22 mai 2024, Billy Ray Cyrus demande le divorce d'avec Johanna Rosie Hodges alias Firerose avec qui il était marié depuis 7 mois, citant des "différences irréconciliables, une conduite conjugale inappropriée et pour fraude".
Le 20 avril 2025, il est en couple avec l'actrice Elizabeth Hurley avec laquelle ils ont officialisés leur relation sur le compte instagram de l'actrice.
Le 21 juin 2025, ils ont fait leur première apparition en couple pour soutenir sa fille Miley Cyrus qui a présenté son film opéra pop "Something Beautiful" à Londres.

## Discographie

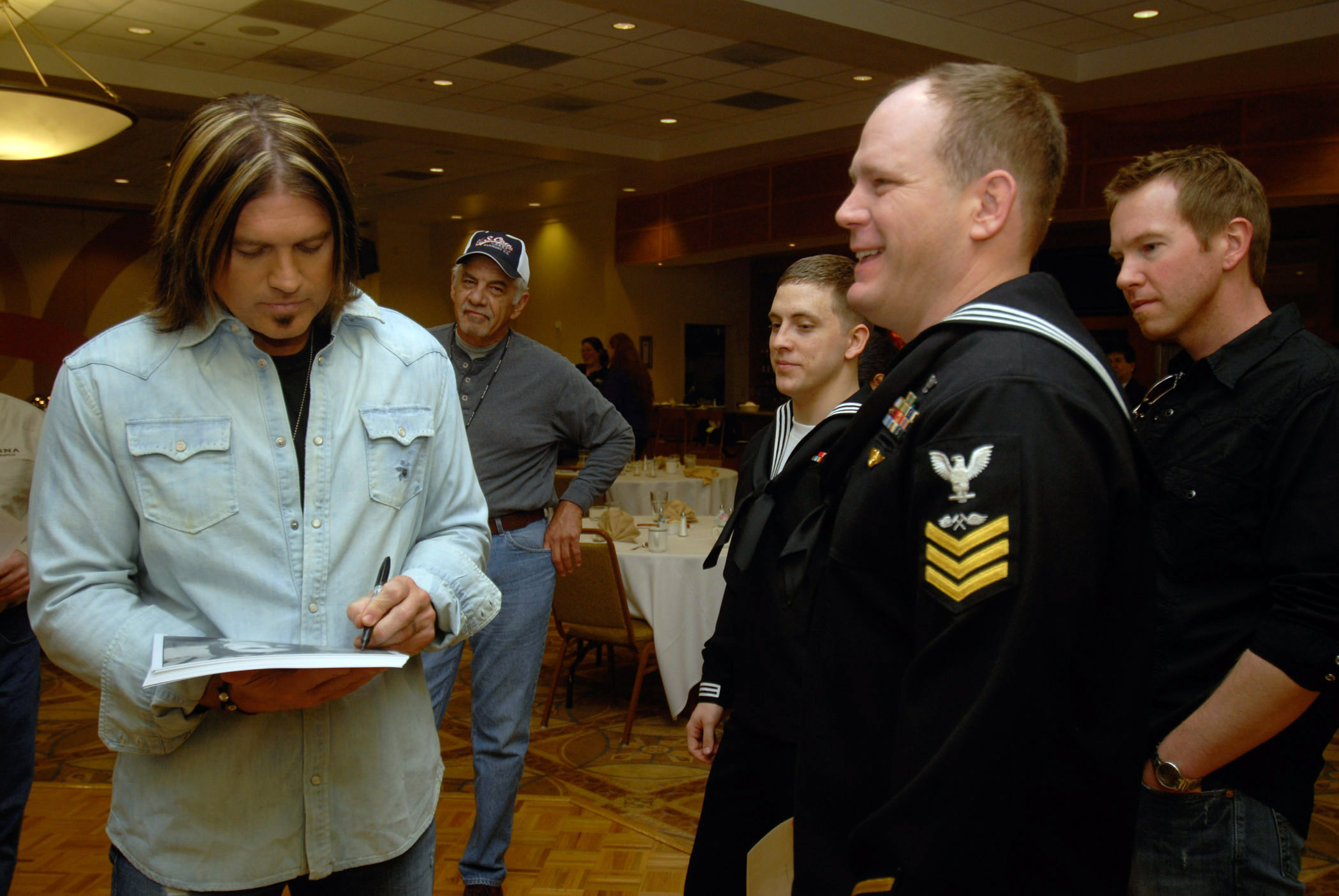
Billy Ray en pleine séance d'autographes.

| Studio albums      | Studio albums                                    | Studio albums                            |
| Année              | Album                                            | Label                                    |
| ------------------ | ------------------------------------------------ | ---------------------------------------- |
| 1992               | Some Gave All                                    | PolyGram/Mercury                         |
| 1993               | It Won't Be the Last                             | PolyGram/Mercury                         |
| 1994               | Storm in the Heartland                           | PolyGram/Mercury                         |
| 1996               | Trail of Tears                                   | PolyGram/Mercury                         |
| 1998               | Shot Full of Love                                | Mercury Nashville                        |
| 2000               | Southern Rain                                    | Monument Records                         |
| 2003               | Time Flies                                       | Madacy/Sony BMG                          |
| 2003               | The Other Side                                   | Word Records/Curb/Warner Bros. Nashville |
| 2006               | Wanna Be Your Joe                                | New Door/UMe                             |
| 2007               | Home at Last                                     | Walt Disney Records                      |
| 2009               | Back to Tennessee                                | Lyric Street Records                     |
| 2019               | Old Town Road                                    |                                          |
| Compilation albums |                                                  |                                          |
| Année              | Album                                            | Label                                    |
| 1997               | The Best of Billy Ray Cyrus: Cover to Cover      | PolyGram/Mercury                         |
| 2001               | Achy Breaky Heart                                | Spectrum Music                           |
| 2003               | 20th Century Masters - The Millennium Collection | Mercury Nashville                        |
| 2004               | The Definitive Collection                        | Mercury Nashville                        |
| 2005               | The Collection                                   | Madacy/Sony BMG                          |
| 2008               | Love Songs                                       | Mercury Nashville                        |
| 2009               | The Best of Billy Ray Cyrus                      | Universal Music Canada                   |
| EP                 |                                                  |                                          |
| Année              | Album                                            | Label                                    |
| 2009               | iTunes Live from London                          | iTunes UK                                |

## Filmographie

### Cinéma
- 2000 : Radical Jack : Jack
- 2001 : Mulholland Drive : Gene
- 2002 : Wish You Were Dead : Dean Longo
- 2004 : Death and Texas : Spoade Perkins
- 2004 : Elvis Has Left the Building : Hank
- 2008 : Balt Shop : Hot Rod Johnson
- 2009 : Hannah Montana, le film (Hannah Montana: The Movie) de Peter Chelsom : Robbie Ray Stewart
- 2009 : Flying By : George Barron
- 2009 : Au nom de l'amitié : Daniel Burton
- 2010 : Kung Fu Nanny : Colton James
- 2022 : Christmas in Paradise : Jimmy Love

### Télévision
- 1994 : Une nounou d'enfer (The Nanny, Série télévisée) : 2x23 : Lui-même
- 1999 : La croisière s'amuse, nouvelle vague (The Love Boat: The Next Wave,  Série télévisée) : Lasso Larry Larsen
- 2001-2004 : Doc (série télévisée) : Dr Clint Cassidy
- 2002 : Sue Thomas, l'œil du FBI (Sue Thomas, FBI Eye, Série télévisée) : Dr Clint Cassidy
- 2004 : Degrassi : La Nouvelle Génération (Degrassi: The Next Generation) (série télévisée) : Duke
- 2006 - 2010 : Hannah Montana (série télévisée) : Robby Ray Stewart
- 2011 - 2012 : 90210 Beverly Hills : Nouvelle Génération : Judd Ridge
- 2011 : Un Noël plein d'espoir (Christmas Comes Home to Canaan) (téléfilm) : Daniel Burton

### Télé-réalité
- 2007 : Dancing with the Stars saison 4 : lui-même

## Récompenses et nominations

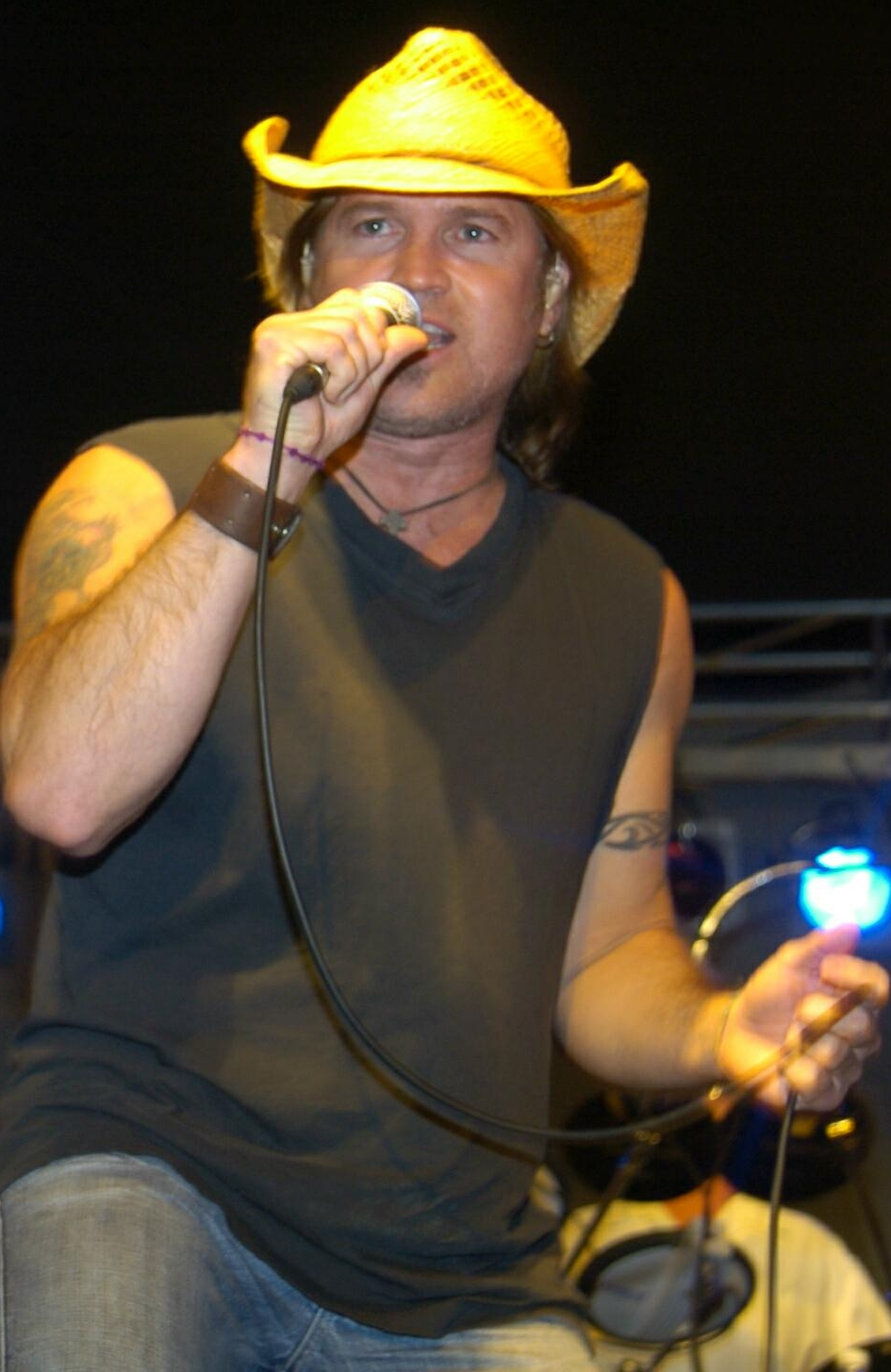
Billy Ray en tournée mondiale.

| Année | Association                                        | Catégorie                                                          | Résultat   |
| ----- | -------------------------------------------------- | ------------------------------------------------------------------ | ---------- |
| 1992  | CMA Awards                                         | Single de l'année - "Achy Breaky Heart"                            | Lauréat    |
| 1992  | CMA Awards                                         | Clip Vidéo de l'année - "Achy Breaky Heart"                        | Nomination |
| 1992  | Billboard Music Awards                             | Le plus de semaines à la 1re place du Billboard, Some Gave All     | Lauréat    |
| 1992  | Billboard Video Music Awards                       | Meilleur Artiste Masculin, Country, "Achy Breaky Heart"            | Lauréat    |
| 1992  | Billboard Video Music Awards                       | Meilleur Nouvel Artiste, Country, "Achy Breaky Heart"              | Lauréat    |
| 1992  | AMOA Jukebox Awards                                | Enregistrement Pop de l'année, "Achy Breaky Heart"                 | Lauréat    |
| 1992  | AMOA Jukebox Awards                                | Enregistrement Country de l'année, "Achy Breaky Heart"             | Lauréat    |
| 1992  | AMOA Jukebox Awards                                | Star Illuminante de l'année                                        | Lauréat    |
| 1992  | National Association of Recording Merchandisers    | Enregistrement de l'année, nouvel artiste                          | Lauréat    |
| 1992  | National Association of Recording Merchandisers    | Enregistrement de l'année, Country Masculin                        | Lauréat    |
| 1992  | National Association of Recording Merchandisers    | Enregistrement de l'année, masculin                                | Lauréat    |
| 1992  | National Association of Recording Merchandisers    | Enregistrement de l'année, l'ensemble                              | Lauréat    |
| 1992  | Country Music Television                           | Clip Vidéo le plus populaire, "Achy Breaky Heart"                  | Lauréat    |
| 1992  | JUNO Awards                                        | Meilleur Single vendu, "Achy Breaky Heart"                         | Lauréat    |
| 1992  | R&R Readers Pool                                   | Meilleur Nouvel Artiste                                            | Lauréat    |
| 1992  | People Magazine                                    | L'une des stars les plus intrigantes de l'année 1992               | Lauréat    |
| 1992  | Country Music Hall of Fame                         | Stars Prometteuse                                                  | Inducted   |
| 1993  | American Music Awards                              | Star de Country Masculin préféré                                   | Nomination |
| 1993  | American Music Awards                              | Favoris Album de Country - Some Gave All                           | Nomination |
| 1993  | American Music Awards                              | Single de Country Favoris - "Achy Breaky Heart"                    | Lauréat    |
| 1993  | American Music Awards                              | Favoris Nouvel star de Counrty                                     | Lauréat    |
| 1993  | World Music Awards                                 | Meilleur Nouvel Artiste International                              | Lauréat    |
| 1993  | Country Music Television                           | #6 au Top 10 des Clips Vidéos, "In the Heart of a Woman"           | Lauréat    |
| 1993  | Canadian Country Music Awards                      | Meilleur Album Vendu, Some Gave All                                | Lauréat    |
| 1993  | Grammy Awards                                      | Enregistrement de l'année - "Achy Breaky Heart"                    | Nomination |
| 1993  | Grammy Awards                                      | Meilleur Nouvel Artiste                                            | Nomination |
| 1993  | Grammy Awards                                      | Meilleure Performance vocal de l'année - "Achy Breaky Heart"       | Nomination |
| 1994  | Billboard 100th Anniversary Awards                 | 16e album le mieux vendu de tous les temps, Some Gave All          | Lauréat    |
| 1994  | Childhelp USA                                      | Prix d'Humanitarisme                                               | Lauréat    |
| 1994  | American Music Awards                              | Favoris Single Country - "Romeo"                                   | Nomination |
| 1994  | Grammy Awards                                      | Meilleure performance vocale de l'année - "Romeo"                  | Nomination |
| 1995  | Berkley Popular Cultural Society's Innovator Award | Université de Californie                                           | Lauréat    |
| 1995  | State of South Carolina                            | Prix d'humanitarisme                                               | Lauréat    |
| 1995  | Congressional Medal of Honor Society's             | Prix du "Bob Hope"                                                 | Lauréat    |
| 1995  | Country Music Cares                                | Prix humanitarisme                                                 | Lauréat    |
| 1996  | Country Radio Seminar                              | Prix humanitarisme                                                 | Lauréat    |
| 1996  | The VFW Hall of Fame Award                         |                                                                    | Inducted   |
| 1997  | TNN/Music City News                                | Artiste de l'année                                                 | Nomination |
| 1997  | TNN/Music City News                                | Artiste de l'année                                                 | Nomination |
| 1997  | TNN/Music City News                                | Album de l'année - Trail of Tears                                  | Nomination |
| 1997  | TNN/Music City News                                | Single de l'année - "Trail of Tears"                               | Lauréat    |
| 1997  | TNN/Music City News                                | Vidéo de l'année - "Trail of Tears"                                | Nomination |
| 1997  | Modern Screen Country Music Magazine               | Artiste de l'année                                                 | Lauréat    |
| 1997  | Air Force Sergeant Award                           | Prix Américain                                                     | Lauréat    |
| 1998  | TNN/Music City News                                | Artiste de l'année                                                 | Nomination |
| 1998  | TNN/Music City News                                | Artiste de l'année                                                 | Lauréat    |
| 1998  | TNN/Music City News                                | Album de l'année - The Best of Billy Ray Cyrus: Cover to Cover     | Lauréat    |
| 1998  | TNN/Music City News                                | Single de l'année - "It's All The Same To Me"                      | Lauréat    |
| 1998  | TNN/Music City News                                | Chanson de l'année - "It's All The Same To Me"                     | Lauréat    |
| 1998  | TNN/Music City News                                | Vidéo de l'année - "Three Little Words"                            | Lauréat    |
| 1998  | Modern Screen Country Music Magazine               | Artiste Masculin de l'année                                        | Lauréat    |
| 1999  | Modern Screen Country Music Magazine               | Show-man de l'année                                                | Lauréat    |
| 1999  | Modern Screen Country Music Magazine               | Entertainment Buyers Association                                   | Lauréat    |
| 1999  | Modern Screen Country Music Magazine               | Humanisme de l'année                                               | Lauréat    |
| 1999  | Modern Screen Country Music Magazine               | Clip Vidéo de l'année pour "Give My Heart to You"                  | Lauréat    |
| 2000  | Country Radio Broadcasters                         | Artiste Humanitaire de l'année                                     | Lauréat    |
| 2000  | Kennedy Center Honors                              |                                                                    | Lauréat    |
| 2002  | Bob Hope Congressional Medal of Honor Society      | Show-man de l'année                                                | Lauréat    |
| 2005  | Grace Awards                                       | Le plus inspirant dans "Happy Trails"                              | Nomination |
| 2008  | CMT Music Awards                                   | Clip Vidéo de l'année - "Ready, Set, Don't Go"                     | Nomination |
| 2008  | BMI Songwriter of the Year                         | Top 50 des chansons les plus jouées - "Ready, Set, Don't Go"       | Lauréat    |
| 2009  | Teen Choice Awards                                 | Parent dans une série le plus populaire - Hannah Montana           | Lauréat    |
| 2009  | American Music Awards                              | Favorite B.o - Hannah Montana (as a member of the Various Artists) | Nomination |
| 2010  | GMC Video Awards                                   | Favoris Clip Vidéo de Country - "Somebody Said a Prayer"           | Nomination |
| 2010  | Golden Raspberry Awards                            | Meilleur Acteur Supportant - Hannah Montana, le film               | Lauréat    |
| 2020  | Grammy Awards avec Old Town Road                   | Record de l’année                                                  | Nomination |
| 2020  | Grammy Awards avec Old Town Road                   | Meilleure performance pop Duo/Groupe                               | Lauréat    |
| 2020  | Grammy Awards avec Old Town Road                   | Meilleure Musique Video                                            | Lauréat    |